# Meister der Delbecq-Schreiber-Passion
Als Meister der Delbecq-Schreiber-Passion wird der flämische Holzschneider bezeichnet, der um 1475 oder 1490 eine Folge von Holzschnitten mit Szenen der Passion geschaffen hat. Zuerst wurde in der Neuzeit eine Reihe von 20 dieser Holzschnitte in ein Manuskript eingeklebt wiederentdeckt. Sie erhielt ihren Namen nach den Vorbesitzern. Das Manuskript hatte sich ab 1833 im Besitz von Jean-Baptiste Delbecq befunden und wurde 1890 von Ludwig Schreiber erworben. Es wurden später dann noch weitere Holzschnitte der Folge aufgefunden.
Die Holzschnitte wurden beispielsweise in von den flämischen Verlegern und Druckern Adriaen van Berghen 1500, Jansz van Woerden 1518 oder Henrich Eckert van Homberch 1518 herausgebrachten Böchern verwendet.